# Гайдук Віталій Анатолійович
Віта́лій Анато́лійович Гайду́к (нар. 19 липня 1957, с. Хлібодарівка, Донецька область, Українська РСР, СРСР) — український політичний діяч і підприємець, один із засновників корпорації Індустріальний союз Донбасу, кандидат економічних наук, Секретар Ради національної безпеки і оборони України (10 жовтня 2006 — 12 травня 2007). Один з найбагатших українців, капітали оцінюються у 2,3 мільярди доларів.

## Біографія
Гайдук народився в селі Хлібодарівка, Волноваський район, Донецька область. Одружений, має сина і дочку.

## Освіта
Донецький політехнічний інститут (1980), інженер-економіст, «Економіка і організація машинобудівної промисловості»; кандидатська дисертація «Організаційно-економічний механізм управління лізингом» (Інститут економіки промисловості НАН України, 2001).

## Кар'єра
З 1980 — інженер Донецького політехнічного інституту.
1981—1988 — старший економіст, начальник відділу економіки і організації праці, заступник директора з економіки Донецького обласного центру «АвтоВАЗтехобслуговування».
1988—1994 — директор Зуївського енергомеханічного заводу.
З листопада 1994 — заступник голови Донецької обласної ради.
Листопад 1995 — липень 1996 — заступник голови з питань роботи промисловості, транспорту і зв'язку, червень — вересень 1997 — перший заступник голови Донецької облдержадміністрації. У травні 1997 головою ОДА став Віктор Янукович.
Січень 2000 — квітень 2001 — Гайдук стає першим заступником Міністра палива та енергетики України.
2001 — перший заступник керівника центрального апарату Партії регіонів.
22 листопада 2001 — 26 листопада 2002 — Міністр палива та енергетики України.
26 листопада 2002 — 5 грудня 2003 — Віце-прем'єр-міністр України.
Травень 2004 — грудень 2006 — голова спостережної ради ВАТ «Дніпровський металургійний комбінат імені Дзержинського»; президент консорціуму «Індустріальна група» (м. Київ).
Був членом політвиконкому Партії регіонів.

## Наукові праці та нагороди
Академік Академії економічних наук України. «Заслужений енергетик СНД». Знаки «Шахтарська слава» III, II, I ст. Почесна грамота Кабінету міністрів України (2004). Орден «За заслуги» III ст. (2005). Державний службовець 1-го рангу (січень 2007).
Співавтор монографії «Проблемы и перспективы развития лизинга в Украине» (2000).